# Cantonul Arras-Sud
Cantonul Arras-Sud este un canton din arondismentul Arras, departamentul Pas-de-Calais, regiunea Nord-Pas-de-Calais, Franța.

## Comune
| Comune                | Populație (1999) | Cod poștal | Cod INSEE |
| --------------------- | ---------------- | ---------- | --------- |
| Achicourt             | 7 695 (1)        | 62217      | 62004     |
| Agny                  | 1 954            | 62217      | 62013     |
| Arras                 | 40 590           | 62000      | 62041     |
| Beaurains             | 4 708            | 62217      | 62099     |
| Fampoux               | 1 071            | 62118      | 62323     |
| Feuchy                | 1 165            | 62223      | 62331     |
| Neuville-Vitasse      | 503              | 62217      | 62611     |
| Tilloy-lès-Mofflaines | 1 329            | 62217      | 62817     |
| Wailly                | 971              | 62217      | 62869     |